# Moritz Meyerstein

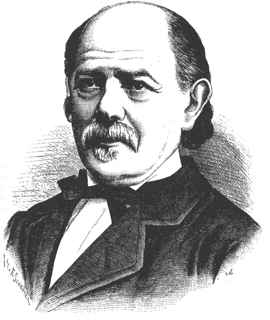
Moritz Meyerstein

Moritz Meyerstein (* 16. Juni 1808 in Einbeck; † 30. April 1882 in Göttingen) war ein deutscher Mechaniker, der als Universitätsmechanikus der Georg-August-Universität Göttingen eng mit Carl Friedrich Gauß und Wilhelm Weber zusammenarbeitete.

## Leben
Moritz Meyerstein wurde 1808 als jüngstes von sieben Kindern des Kaufmanns Jacob Elias Meyerstein (1769–1830) geboren. Er besuchte die Stadtschule in Einbeck und das Gymnasium in Holzminden, wurde aber bereits im Alter von 14 Jahren beim Mechaniker Johann Philipp Rumpf (1791–1833) in Göttingen in die Lehre gegeben. Nachdem er diese 1825 beendet hatte, arbeitete er in den darauffolgenden zwei Jahren bei der Firma F. W. Breithaupt & Sohn in Kassel, die auf geodätische Instrumente spezialisiert war, sowie in Hannover und in Frankfurt am Main. Anschließend ging er nach München an das renommierte Mathematisch-mechanische Institut, wo er mit der Herstellung von Meridiankreisen und Theodoliten beschäftigt war, aber auch Kurse  an der Polytechnischen Schule und der Ludwig-Maximilians-Universität München besuchte. 1832 wurde er nach Stockholm geschickt, um die dortigen Mechanikern bei der Bedienung einer Kreisteilmaschine zu unterstützen.
Als Rumpf 1833 starb, beantragte Meyerstein beim Göttinger Magistrat, dessen Werkstatt übernehmen zu dürfen. Gegen erheblichen Widerstand der ansässigen Mechaniker und nur unter der Auflage, eine Sicherheitsleistung von 4000 Reichstalern vorzuweisen – die sein Vater ihm verauslagte –, wurde seinem Antrag stattgegeben. Hilfreich waren dabei mehrere Empfehlungsschreiben, u. a. vom schwedischen Chemiker Jöns Jakob Berzelius. Meyerstein übernahm von Rumpf auch die Stelle des Universitäts-Instrumenteninspectors, allerdings bis 1841 inoffiziell und ohne feste Bezahlung. In den ersten Jahren entwickelte sich das Geschäft schwierig. Gauß und Weber fassten nur langsam Vertrauen zu ihm, nachdem einige zur Probe ausgeführte Arbeiten von Traugott Leberecht Ertel (1778–1858) positiv beurteilt worden waren. Erste für Gauß und Weber ausgeführte Arbeiten waren verbesserte Zeichengeber und -empfänger für die elektrische Telegrafie.
Am 23. August 1837 heiratete Meyerstein Betty Warburg (1808–1887), die Tochter eines wohlhabenden Hamburger Kaufmanns, der ein Geschäftspartner seines Vaters war. Ein Jahr später wurde Sophie Emilie (1838–1894) geboren. Wohl, um fünf Jahre nach seiner Niederlassung in Göttingen das dortige Bürgerrecht erteilt zu bekommen, konvertierte Meyerstein mit seiner Familie am 10. September 1838 zum christlichen Glauben.

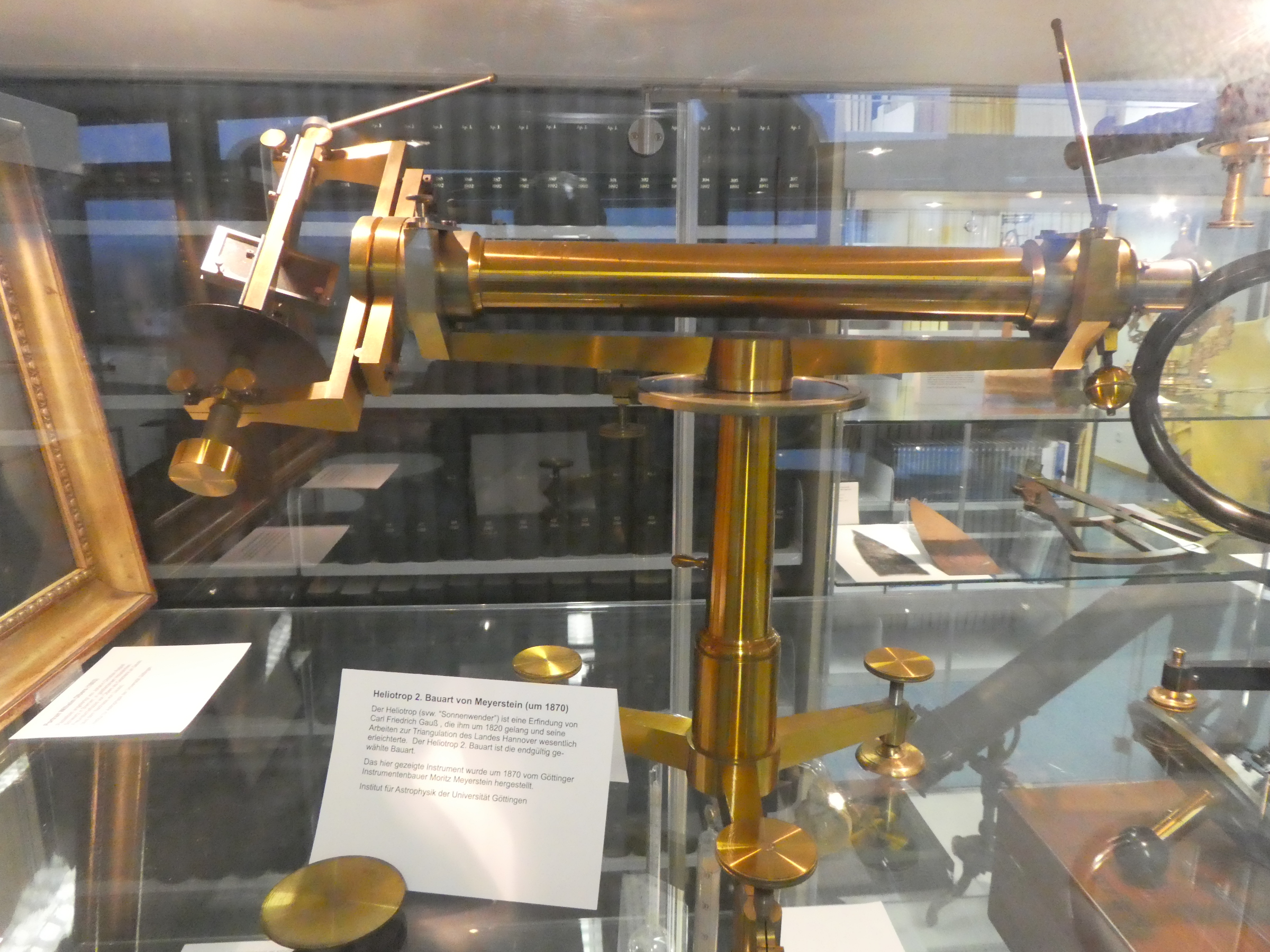
Heliotrop zweiter Bauart, hergestellt um 1870 von Moritz Meyerstein (Sammlung historischer Messinstrumente des Instituts für Astrophysik der Universität Göttingen)

Als Gauß 1836 den Auftrag erhielt, genaue Eichmaße für Länge, Gewicht und Volumen zu schaffen, war es Meyerstein, der diese mithilfe eines eigenen Längenkomparators bzw. eigener Präzisionswaagen herstellte. 1841 wurde er als Universitäts-Instrumenten- und Maschinen-Inspector mit einem Jahresgehalt von 200 Reichstalern angestellt. Damit unterstand er der universitären Gerichtsbarkeit, war von der Steuer befreit und unterlag nicht der strengen Zunftordnung. Er durfte nun auch Studenten gegen Bezahlung unterrichten.

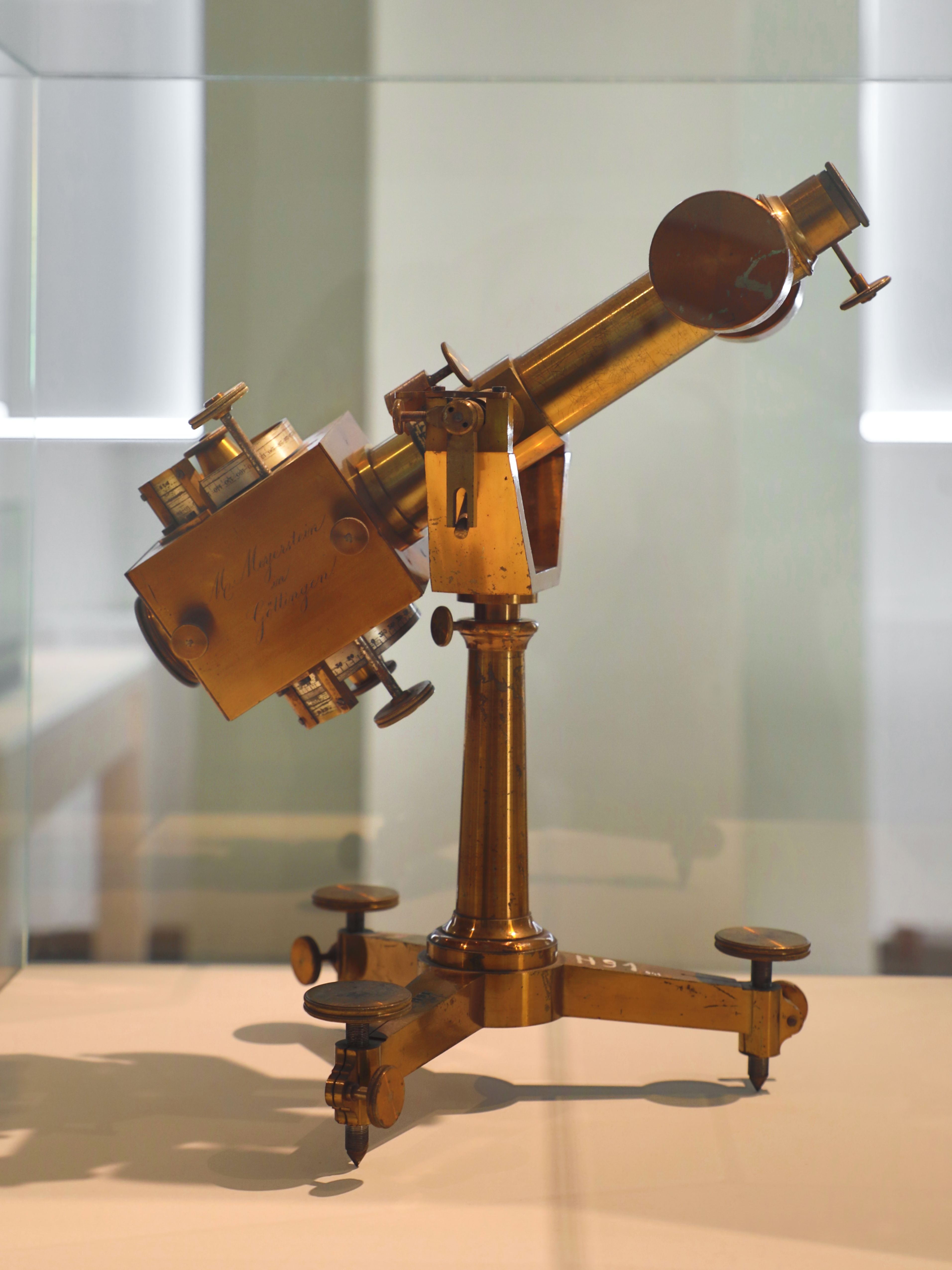
Ein von Meyerstein gefertigtes Ophthalmometer aus dem Jahr 1874

Meyerstein führte nie einen eigenen Laden, sondern arbeitete fast ausschließlich auf Bestellung. In seiner Werkstatt waren 5 bis 6 Gehilfen und 6 bis 8 Lehrlinge tätig. Meyersteins Spezialgebiet waren geodätische und astronomische Geräte wie Nivellierinstrumente, Theodolite, Meridiankreise, Äquatoriale und Passageinstrumente. Hinzu kamen Magnetometer, Galvanometer, Heliostaten, Spektrometer, Teilmaschinen uvm. Erwähnt wurde der „Universitätsmechanikus Inspektor Meyerstein“ in Ruetes 1852 erschienener Publikation über den Augenspiegel, da Meyerstein die Verwendung eines total reflektierenden Prismas zur Erleichterung der Ophthalmoskopie vorschlug. Ab 1860 arbeitete Meyerstein auch für auswärtige Wissenschaftler wie Hermann von Helmholtz, Robert Bunsen oder Gustav Robert Kirchhoff.
1863 wurde dem inzwischen berühmten Meyerstein auf Antrag des Gauß-Schülers Moritz Abraham Stern die Ehrendoktorwürde verliehen. Eine weitere Ehrung erfuhr er durch die Zweite Deutsche Nordpolar-Expedition 1869/70, die dem höchsten Berg der Insel Shannon den Namen Meyersteinberg (dänisch Meyerstein Bjerg) gab, da Instrumente aus seiner Produktion den beteiligten Wissenschaftlern gute Dienste leisteten. 
1875, als die Geschäfte schlechter zu laufen begannen, verkaufte Meyerstein seine Werkstatt. Er zog sich aber nie ganz aus dem Geschäft zurück, sondern stellte im Keller seines 1876 nach Plänen des Baugeschäfts Rathkamp neu errichteten Wohnhauses Bürgerstraße 6A (heute 48) weiter Instrumente her.

## Schriften (Auswahl)
Ein ausführliches Schriftenverzeichnis mit 27 Titeln hat Meyersteins Biograph Klaus Hentschel 2005 veröffentlicht.
- Das Spectrometer : Ein neues Instrument zur Bestimmung der Brechungs- und Zerstreuungs-Verhältnisse verschiedener Medien, so wie dessen Anwendung auf goniometrische Messungen und Polarisations-Untersuchungen. Deuerlich, Göttingen 1861, erweiterte 2. Auflage 1870.
- Apparat zur Bestimmung der Brennweite sphärischer Linsen und Linsensysteme. In: Annalen der Physik. Band 237, Nr. 6, 1877, S. 315–319. doi:10.1002/andp.18772370610